# كانتون يونا-سانا
كانتون يونا-سانا(بالبوسنية: Unsko-sanski kanton) هو أحـد كانتونات اتحاد البوسنة والهرسك العشرة الذي يقع في البوسنة والهرسك، يقع في الشمـال ويبلغ عدد سكانه حوالي 300 ألف نسمة ومساحته 4125 كم2 وعاصمته هي بيخاتش.
أخـذ اسمـه من النهريـن يونا وسانا.

## البلديات
ينقسم الكانتون إلى 8 بلديات تحمل عادة اسم مدينتها وهي:
| البلدية           | السكـان | المساحة (كم2) |
| ----------------- | ------- | ------------- |
| بيخاتش            | 76986   | 900           |
| بوسانسكا كروبا    | 29659   | 561           |
| بوسانسكي بتروفاتس | 7946    | 709           |
| بوزيم             | 20298   | 129           |
| كازين             | 61411   | 356           |
| كليوتش            | 18714   | 358           |
| سانسكي موست       | 47359   | 781           |
| فليكا كلادوشا     | 44770   | 331           |

## النقل
نظرا لقربها من كرواتيا وامتدادها الشمالي الضيق؛ تقطعها عدة خطوط سير هامة بين زغرب والبحر الأدرياتيكي مثل خط السكك الحديدية بوسانسكي نوفي - بيهاتش - كنين، يقع أكبر مطار واسمه زيلجافا قرب بيخاتش، وهو يقع بين حدود البوسنا وكرواتيا.